# Bajt Itab
Bajt Itab (arab. بيت عطاب) – nieistniejąca już arabska wieś, która była położona w Dystrykcie Jerozolimy w Mandacie Palestyny. Wieś została wyludniona i zniszczona podczas I wojny izraelsko arabskiej (al-Nakba), po ataku Sił Obronnych Izraela 21 października 1948.

## Położenie
Bajt Itab leżała wśród wzgórz Judei, w odległości 17 km na zachód od miasta Jerozolima. Według danych z 1945 do wsi należały ziemie o powierzchni 875,7 ha. We wsi mieszkało wówczas 540 osób.
| własność gruntów | powierzchnia gruntów (hektary) |
| ---------------- | ------------------------------ |
| Arabowie         | 544,7                          |
| Żydzi            | 0                              |
| publiczne        | 331                            |
| Razem            | 875,7                          |

| Rodzaj użytkowanych gruntów | hektary |
| --------------------------- | ------- |
| uprawy oliwek               | 11,6    |
| uprawy nawadniane           | 66,5    |
| uprawy zbóż                 | 140     |
| nieużytki                   | 667,8   |
| zabudowane                  | 1,4     |

## Historia
Wieś Bajt Itab jest identyfikowana przez historyków z wymienioną w IV wieku przez Euzebiusza osadą Enadab. W połowie XII wieku wieś była lennem Bazyliki Grobu Świętego w Jerozolimie. Istniała tutaj forteca krzyżowców. Po 1161 została sprzedana przez żonę flamandzkiego rycerza Johannesa Gothmana, która została zmuszona sprzedać swoje ziemie w celu zdobycia pieniędzy na okup za swojego męża, wziętego do niewoli w 1157 przez wojska muzułmańskie. Wówczas po raz pierwszy pojawia się arabska Nazwa wsi, zapisana jednak w łacińskiej transliteracji jako Bethaatap.
W okresie panowania Brytyjczyków Bajt Itab była średniej wielkości wsią.
Podczas I wojny izraelsko-arabskiej w drugiej połowie maja 1948 wieś zajęły egipskie oddziały. Podczas operacji „Ha-Har” w nocy z 20 na 21 października 1948 wieś zajęli Izraelczycy. Mieszkańcy zostali wysiedleni, a wszystkie domy wyburzono.

## Miejsce obecnie
Tereny wioski Bajt Itab zostały zajęte przez utworzony w 1950 roku moszaw Nes Harim. Palestyński historyk Walid Chalidi, tak opisał pozostałości wioski Bajt Itab: „Teren jest pokryty dużą ilością gruzów z rozebranych domów. Widoczne pozostają ruiny twierdzy krzyżowców. Po wschodniej i zachodniej stronie wioski istnieją dwa cmentarze”.